# Sichlański Potok
Sichlański Potok – potok, lewy dopływ Cichej Wody.
Potok wypływa ze źródeł w stożku napływowym Suchej Wody Gąsienicowej. Są to źródła o dużej wydajności, znajdujące się na wysokości 960–965 m n.p.m. w Capowskim Lesie po północnej stronie Drogi Oswalda Balzera. Od źródeł tych potok spływa w kierunku północno-wschodnim. Wzdłuż jego koryta występują młaki, szczególnie na lewym brzegu. Po przepłynięciu około 700 m w potoku następuje bifurkacja wód. Część jego wód spływa nadal w kierunku północno-wschodnim, główny nurt jednak zmienia kierunek na północno-zachodni i płynie doliną po wschodniej stronie zabudowań Murzasichla. Orograficznie prawe zbocza tej doliny tworzy stożek napływowy Suchej Wody, koryto Sichlańskiego Potoku miejscami przecina jego obrzeża. W dolnym biegu potok skręca na północny wschód i uchodzi do Cichej Wody na wysokości 799 m.
Sichlański Potok ma długość 3,4 km i średni spadek 3,74%. Zlewnia ma powierzchnię 4,25 km². Cały jego bieg znajduje się w Rowie Podtatrzańskim, duża część jego wód jednak to podziemne wypływy z Tatr. 